# British Rail Class 320
British Rail Class 320 - typ elektrycznych zespołów trakcyjnych dostarczonych w roku 1990 przez firmę BREL. Łącznie do eksploatacji trafiły 22 zestawy, wszystkie pracują obecnie w Szkocji, gdzie ich operatorem jest First ScotRail. 